# Karkemiš
Karkemiš ili Carchemish (Europus u grčko-rimskim izvorima) bio je važan grad u Mitanskom i Hetitskom Carstvu, na današnjoj granici između Turske i Sirije. Na njemu se odigrala velika bitka između Babilonaca i Egipćana, spomenuta u Bibliji. Grad je lokalno stanovništvo zvalo Jarablos (također Jarâblos) , što ga povezuje s biblijskim gradom Jerablus; korumpirana forma naziva je Djerabis. Južno od tursko-sirijske granice se nalazi grad Carablus; sjeverno se nalazi turski grad Karkamis.

## Geografija lokaliteta
Karkemiš je smješten oko 60 km (oko 37 milja) jugoistočno od turskog grada Gaziantepa te oko 100 km (oko 62 milje) sjeveroistočno od sirijskog grada Alepa. Lokalitet sadrži akropolu uz rijeku Eufrat. Godine 1876. George Smith je otkrio točnu lokaciju ruševina Karkemiša.

## Vanjske poveznice
- Site about T.E. Lawrence
- Carchemish king list
- Carchemish by the Palestine Exploration Fund
- Carchemish